# 钟阳胜
钟阳胜（1948年—），广东龙川人，汉族，中华人民共和国政治人物、第十一届全国人民代表大会广东地区代表。
毕业于暨南大学经济学院企业管理系工业经济专业，是中共党员。担任广东常务副省长。2008年起担任全国人大代表。